# Bethel (Missouri)
Bethel és una població dels Estats Units a l'estat de Missouri. Segons el cens del 2000 tenia 121 habitants.

## Demografia
Segons el cens del 2000, Bethel tenia 121 habitants, 56 habitatges, i 31 famílies. La densitat de població era de 333,7 habitants per km².
Dels 56 habitatges en un 26,8% hi vivien nens de menys de 18 anys, en un 44,6% hi vivien parelles casades, en un 10,7% dones solteres, i en un 44,6% no eren unitats familiars. En el 42,9% dels habitatges hi vivien persones soles el 17,9% de les quals corresponia a persones de 65 anys o més que vivien soles. El nombre mitjà de persones vivint en cada habitatge era de 2,16 i el nombre mitjà de persones que vivien en cada família era de 3,03.
Per edats la població es repartia de la següent manera: un 24% tenia menys de 18 anys, un 10,7% entre 18 i 24, un 24% entre 25 i 44, un 25,6% de 45 a 60 i un 15,7% 65 anys o més.
L'edat mediana era de 40 anys. Per cada 100 dones de 18 o més anys hi havia 80,4 homes.
La renda mediana per habitatge era de 22.083 $ i la renda mediana per família de 53.750 $. Els homes tenien una renda mediana de 22.292 $ mentre que les dones 21.000 $. La renda per capita de la població era de 13.958 $. Cap de les famílies i el 6,8% de la població estaven per davall del llindar de pobresa.

## Poblacions més properes
El següent diagrama mostra les poblacions més properes.